# GSC6881-1495
GSC6881-1495 — хімічно пекулярна зоря спектрального класу Si, що має видиму зоряну величину в смузі V приблизно 10,5.